# Distretto di Panta
Il distretto di Panta è un distretto della Liberia facente parte della contea di Bong.
Spesso si fa riferimento a un "Distretto di Panta Kpa", comprendente i distretti di Panta e Kpaai, che però ufficialmente sono distinti.